# جورج جونز (لاعب كرة قدم)
جورج جونز (بالإنجليزية: George Jones)‏ (27 نوفمبر 1918 بشفيلد في المملكة المتحدة - 1 يناير 1995) هو لاعب كرة قدم بريطاني (وحمل سابقاً جنسية المملكة المتحدة لبريطانيا العظمى وأيرلندا) في مركز جناح ‏. لعب مع شيفيلد يونايتد ونادي بارنسلي.